# Špela Dragaš
Špela Alenka Dragaš (Lubiana, 14 aprile 1970) è un'allenatrice di ginnastica ritmica slovena, dal 2009 cittadina italiana.
Dal 1999 è responsabile tecnica della sezione agonistica di ginnastica ritmica dell'Associazione Sportiva Udinese, nonché tecnica delle ginnaste della nazionale italiana di ginnastica ritmica Tara Dragas (sua figlia), Alexandra Agiurgiuculese, Isabelle Tavano e Alice Del Frate, che è anche stata ballerina concorrente del talent show Amici di Maria De Filippi. Per il quadriennio olimpico 2017-2020 ricopre inoltre il ruolo di giudice internazionale FIG di primo livello per la Slovenia.

## Carriera

### Gli anni in Slovenia
Si avvicina all'insegnamento della ginnastica ritmica grazie alla madre, anche lei allenatrice di questa disciplina, conseguendo la specializzazione e il brevetto come tecnico di primo, secondo e terzo livello presso l'Accademia FIG a Losanna.
Dal 1992 al 1997 allena presso la società sportiva, della sua città d'origine Vrhnika, Športna Zveza Vrhnika, seguendo la preparazione di ginnaste d'interesse nazionale, fra cui Ana Stumberger (Mondiali Bruxelles 1992), Sandra Zilavec (Mondiali Alicante 1993) e Dusica Jeremic (Europei Praga 1995 e Mondiali Berlino 1997).
Nel 1996 è responsabile della squadra junior slovena in occasione dei Campionati Europei di Asker, in Norvegia.
Nel 1998 diventa direttrice tecnica della società sportiva Siska di Lubiana, dove segue la preparazione per i Campionati Europei di Porto delle ginnaste individualiste della nazionale slovena Dusica Jeremic, Tina Cas e Mojca Rode.
Nel 1999 è responsabile della squadra nazionale senior della Slovenia, che partecipa ai Campionati Europei di Budapest, conquistando una storica finale con le 10 clavette.

### L'arrivo in Italia e gli anni all'ASU
Nel 1999 si trasferisce in Italia a Udine dove inizia la sua collaborazione con l'Associazione Sportiva Udinese, ricoprendo il ruolo di direttrice tecnica della sezione agonistica, portando - nel corso degli anni - la sezione a competere nei Campionati più importanti a livello nazionale.
Nel 2009, a seguito del riconoscimento della cittadinanza, consegue il brevetto di tecnico federale rilasciato dalla Federginnastica.
Nel 2014 guida la società alla vittoria del Campionato di Serie A2 di ginnastica ritmica e alla promozione nel Campionato di Serie A1, in cui tuttora milita.
Dal 2010 è tecnica della ginnasta azzurra, di origini rumene, Alexandra Agiurgiuculese, che a seguito del trasferimento dei genitori in Italia inizia ad allenarsi presso l'Associazione Sportiva Udinese, ottenendo nel corso del tempo numerosi titoli in occasione di campionati nazionali, europei, coppe del mondo, nonché la medaglia di bronzo alla palla e quella di bronzo per team, in occasione dei Mondiali di Sofia 2018. In occasione dei Mondiali di Baku 2019, ottiene un sesto posto all around e si è qualifica per i Giochi Olimpici di Tokyo 2020.
Nell'agosto 2021 partecipa ai Giochi Olimpici Tokyo 2020 come tecnica della ginnasta Alexandra Agiurgiuculese.
Grazie ai risultati ottenuti dalla sezione da lei guidata, nel 2017 la Federazione Ginnastica d'Italia conferisce all'ASU il titolo di Centro Tecnico Nazionale.
Attualmente è tecnica anche delle ginnaste della nazionale individuale: Tara Dragas e Isabelle Tavano.

### L'attività di ufficiale di gara
Dal 1993 è giudice internazionale FIG per la Slovenia. Ha partecipato nelle vesti di ufficiale di gara ai Giochi olimpici di Atene 2004, Londra 2012, Rio 2016, Parigi 2024.
Ha partecipato inoltre alle edizioni dei Campionati del Mondo di Berlino 1997, New Orleans 2002, Budapest 2003, Patrasso 2007, Mie 2009, Mosca 2010, Montpellier 2011, Izmir 2014, Stoccarda 2015 e Pesaro 2017; oltre a quelle Europee di Praga 1995, Askar 1996, Porto 1998, Budapest 1999, Ginevra 2001, Mosca 2006, Brema 2010, Minsk 2011, Nizni-Novgorod 2012, Vienna 2013, Minsk 2015, Holon 2016 e Budapest 2017.
Dal 1993 al 2014 è Presidente della giuria nazionale slovena con la responsabilità di supervisionare tutte le competizioni sul territorio nazionale. Dal 2014 al 2017 è referente di giuria per la regione Friuli-Venezia Giulia.

## Vita privata
Nel 1997 si è laureata presso la Facoltà di Sociologia, Scienze Politiche e Giornalismo dell'Università di Lubiana. Nel 2001 ha sposato il cantante e attore Sasha Dragas con il quale ha avuto due figli: Marko e Tara Dragas, quest'ultima ginnasta di ritmica.

## Atlete allenate
Tra le ginnaste allenate di interesse nazionale e internazionale:
- Alexandra Agiurgiuculese (ITA)
- Tara Dragas (ITA)
- Isabelle Tavano (ITA)
- Melissa Girelli (ITA)
- Gaia Mancini (ITA)
- Alice Del Frate (ITA) ballerina concorrente del talent show Amici di Maria De Filippi
- Mojca Rode (SLO)
- Sandra Zilavec (SLO)
- Ana Stumberger (SLO)
- Dusica Jeremic (SLO)
- Tina Cas (SLO)
- Aleksandra Podgorsek (SLO)
- Meghana Gundlapally (IND)
- Urrutia Montserrat (CHL)
- Squadra Nazionale della Cina (CHI)